# Spay, Sarthe
Spay là một xã trong tỉnh Sarthe ở tây bắc nước Pháp. Xã này nằm ở khu vực có độ cao từ 37-58 mét trên mực nước biển.